# Crystal Pride
Crystal Pride var ett svenskt heavy metal-band från Eskilstuna, aktivt mellan 1979 och 1988. Det gav ut skivor på skivbolaget Mill Records.
Fredrik Lindström var trummis på deras debut-EP Silver Hawk (1982).

## Medlemmar
Senaste kända medlemmar
- Sussie Christensen – sång, keyboard (1979–?)
- Peter Quick – basgitarr, sång (1979–?)
- Håkan Hedlund – trummor (1979–?)
- Chris J. First – gitarr

Tidigare medlemmar:
- Fredrik Lindström (aka "Bongo") – trummor (1979–1982)
- Christer Ambler – trummor
- Johnny Mattson – trummor
- Krister Taimi – gitarr (1979–1984)
- Mike Lundberg – gitarr (1979–1984)

## Diskografi
Demo
- Demo (1983)
- Demo 1995 (1995)

Studioalbum
- Crystal Pride (1985)

EP
- Silverhawk (1982)
- Knocked Out (1984)

Annat
- Metal Hammer from Scandinavia (1988) (delad album: Crystal Pride / Lazy / Lynx / Shere Khan)